# Burg Werdenstein
Die Ruine der Burg Werdenstein (Immenstadt im Allgäu, Ortsteil Eckarts) liegt auf einem Sandsteinhügel über dem Illertal im Landkreis Oberallgäu in Schwaben. Neben geringen Mauerresten hat sich nur der Torbau der hoch- bis nachmittelalterlichen Burganlage erhalten.

## Geschichte

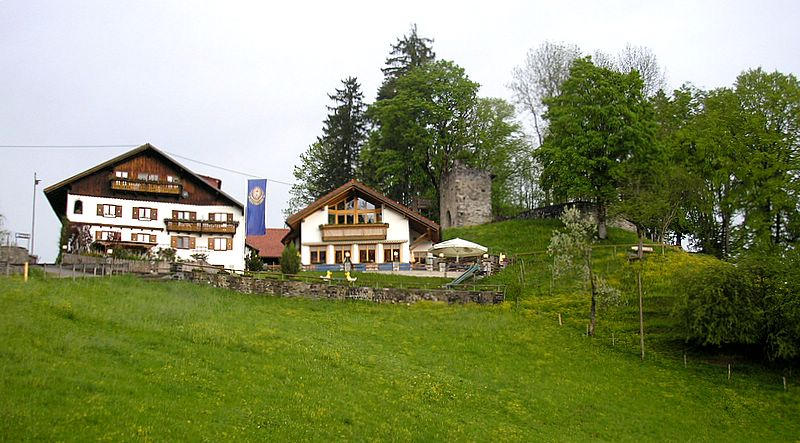
Gesamtansicht von Südwesten

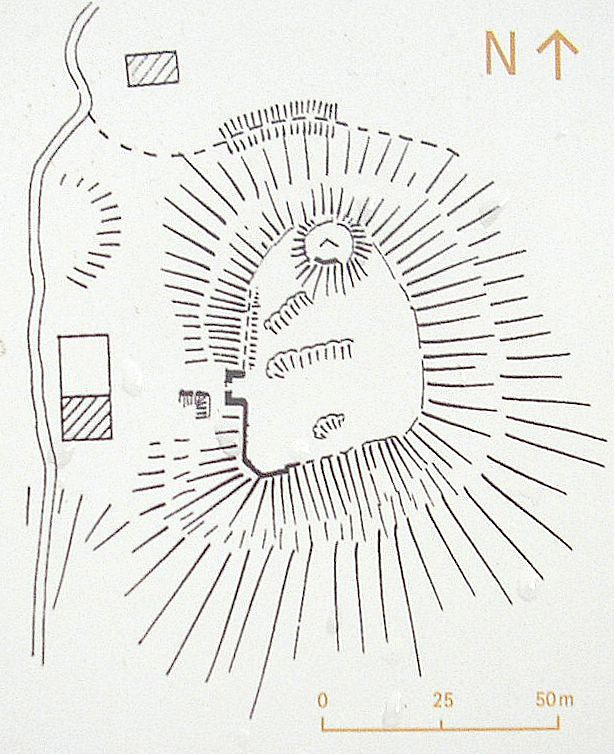
Planskizze auf der Infotafel vor dem Tor

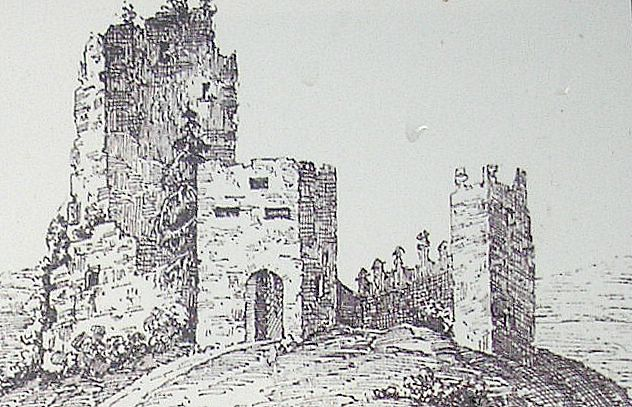
Die Ruine um 1825

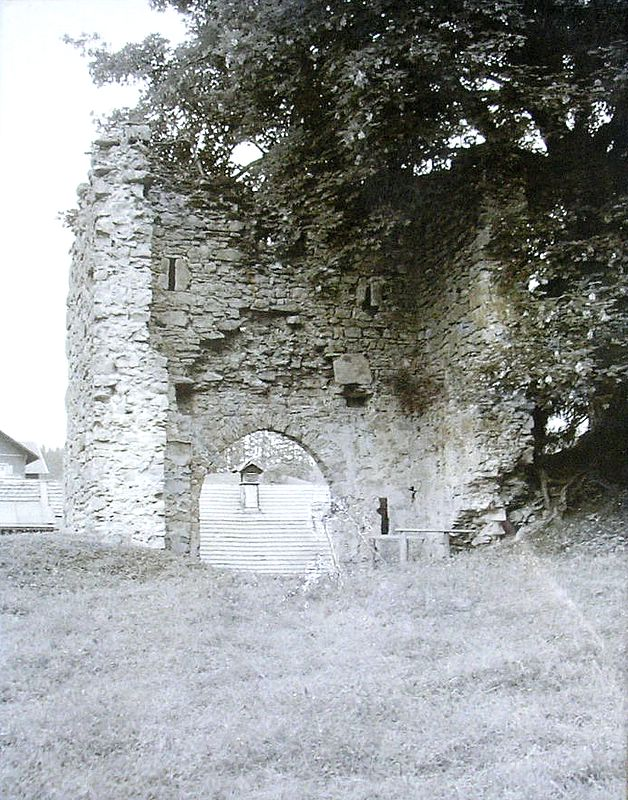
Der Torbau vor der Sanierung

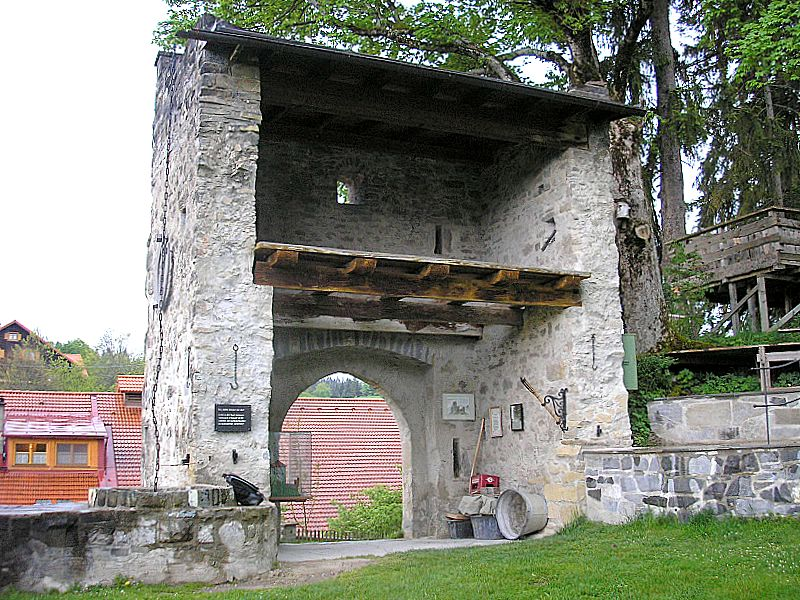
Zustand nach der Sanierung

Die Veste war der Stammsitz der Herren von Werdenstein und der Herrschaft Werdenstein. Das ursprünglich sicherlich edelfreie Geschlecht schloss sich früh der Gefolgschaft des Stiftes Kempten an. Als erster Namensträger erscheint 1239 ein Hildebrand von Werdenstein als Zeuge in einer Urkunde des Klosters.
Ab 1350 dienten die Werdensteiner dem Stift als Erbkämmerer und erhielten dafür u. a. vier Häuser in Kempten als Lehen. Zu Beginn des 15. Jahrhunderts unterwarf sich die Familie jedoch dem Haus Österreich. Offenbar wollte man so eine größere Unabhängigkeit vom Fürststift erreichen und sich auch gegen die mächtigen Grafen von Montfort behaupten, die nur wenige Kilometer südöstlich auf der großen Doppelburg Rothenfels-Hugofels saßen.
1457 belagerte Graf Hugo von Montfort den Werdenstein während einer Fehde. 1464 erscheint die Höhenburg unter den österreichischen „Schwabenlehen“. Die Werdensteiner hatten also ihre Herrschaft den Erzherzögen unterstellt und als Lehen zurückerhalten. 1491 stand Hildbrand von Werdenstein in den Diensten Maximilians I.
1525 plünderten die Aufständischen die Burg während des Bauernkrieges. Der Burgherr Georg flüchtete hinter die schützenden Mauern der nahen Reichsstadt Kempten und hielt die Kriegsereignisse in der „Werdensteiner Chronik“ fest.
Nachdem die Familie 1659 in ihre neu erworbene Herrschaft Dellmensingen bei Ulm übersiedelte, wurde die Höhenburg nur mehr von einem Verwalter bewohnt. Gelegentlich nutzten die Werdensteiner ihre Stammburg noch bis 1782 als Sommersitz. In Dellmensingen wurde als Spross der Familie Franz Ignaz Albert von Werdenstein (1697–1766) geboren. Er war Weihbischof in Freising.
Ende des 18. Jahrhunderts befand sich der letzte Freiherr von Werdenstein in finanziellen Schwierigkeiten und musste die Burg 1785 an die Grafen von Königsegg-Rothenfels verkaufen. Anton Christoph von Werdenstein wollte so seinen Töchtern zumindest die Herrschaft Dellmensingen erhalten. Mit dem Freiherrn starb das alte Allgäuer Edelgeschlecht 1796 im Mannesstamm aus. Seine beiden Söhne verstarben bereits im Kindesalter.
Die Grafen von Königsegg hatten selbst keine Verwendung für den alten Edelsitz und ließen wenig später die Dächer abdecken. Die Burg begann danach endgültig zu verfallen. 1804 erwarben die Habsburger die Herrschaft von den Königseggern.
Bereits 1805 kam der Besitz an den bayerischen Staat, der die Burgruine 1821 an den Gutsbesitzer Gruber veräußerte. Der neue Besitzer beutete die Mauerreste als Steinbruch aus. 1898 kaufte die Familie Rapp das Gelände und bewirtschaftete seitdem den Hof vor der Burg. 1988 begannen die Eigentümer mit der Sanierung der Burgreste und der Umgestaltung zum Bier- und Gastgarten des zugehörigen Burg-Cafés.

## Beschreibung
Die frei zugängliche Burgruine dient heute weitgehend als Biergarten des Burg-Cafés auf dem Areal des ehemaligen Wirtschafts- bzw. Bauhofes. Die Ruinen der Veste wurden im frühen 19. Jahrhundert weitgehend beseitigt. Der teilweise erhaltene Torturm und die wenigen Fundamentreste im Süden wurden in den letzten Jahrzehnten des 20. Jahrhunderts saniert und etwas aufgemauert.
Die höchste Hügelkuppe im Norden trug den Bergfried, von dem um 1825 noch die Südwand aufrecht stand. Das Gelände ist eingezäunt und unzugänglich. Nach der Planaufnahme bei Nessler (1985) sind hier noch geringe Fundamentspuren erhalten.
Der Palas erhob sich ehemals an der Südseite. Am Standort der mittelalterlichen Burgkapelle unter dem Bergfried wurde im Zuge der Sanierungsmaßnahmen wieder eine kleine Kapelle eingeweiht.
Der Torbau
Der Torturm war ehemals vom Bauhof aus über eine Brücke erreichbar. Der moderne Zugang entlang des Burghügels stammt aus späterer Zeit.
Der noch etwa sechs Meter hohe Turm wurde aus Sand- und Rollsteinbrocken aufgemauert, während der Sanierung neu eingedeckt und um einige Steinlagen ergänzt. Die Eckquaderung besteht aus größeren und regelmäßigeren Steinen. Ungewöhnlich sind die vier westlichen Schießöffnungen der beiden Geschosse. Die Maulscharten wurden für die Verwendung von Hakenbüchsen konzipiert und erscheinen auf der Feldseite als waagrechte Schlitze, verlaufen innen jedoch vertikal. An den Schmalseiten durchbrechen einige kleine quadratische, schräg geführte Öffnungen den Mauerverband.
Über dem Torbogen ist eine Gedenktafel (1929) mit einigen Daten zur Burggeschichte eingelassen:
Burg und Herrschaft Werdenstein

der Reichsritter von Werdenstein,

erstmals erwähnt 1239. Erbkämmerer

des Stiftes Kempten. Im Bauernkrieg

1525 erobert und geplündert. 1787

an die Grafen von Königsegg-Rothenfels

verkauft. Schloss 1791 vom Schlossgut-

beständer Martin Gruber übernommen.
Solche Tafeln wurden in der ersten Hälfte des 20. Jahrhunderts auf Initiative des Kemptener Bürgermeisters und passionierten Burgenforschers Otto Merkt an zahlreichen Allgäuer Burgruinen  angebracht. Im Umfeld der Ruine Werdenstein tragen auch der Bauhof westlich der Burg und die nördlich gelegene Burgmühle (Fleschermühle) entsprechende Inschriften. Die Angaben auf den Steinen sind nicht immer historisch zutreffend.